# Eudonia feredayi
Eudonia feredayi là một loài bướm đêm trong họ Crambidae.